# غويلرمو ديلغادو
غويلرمو ديلغادو (بالإسبانية: Guillermo Delgado)‏ (11 فبراير 1931 في بيرو - 1 أبريل 2014 في إسبانيا) هو مدرب كرة قدم ولاعب كرة قدم بيروفي في مركز الدفاع. شارك مع منتخب بيرو لكرة القدم. أما مع النوادي، فقد لعب مع أليانزا ليما وديبورتيفو كالي وريال سرقسطة ونادي قادش وHuracán de Medellín ‏ وسنترو إكوينيو ‏.

## وصلات خارجية
- غويلرمو ديلغادو على موقع قاعدة بيانات كرة القدم.إي يو (الإنجليزية)
- غويلرمو ديلغادو على موقع ناشيونال فوتبول تيمز (الإنجليزية)